# Wingfield Manor

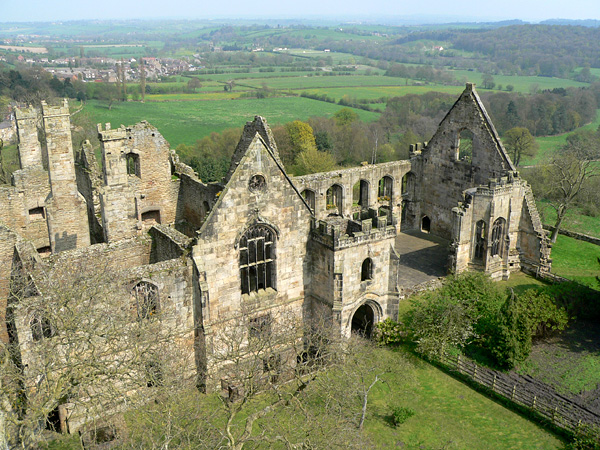
Wingfield Manor

Wingfield Manor är en ruin efter en engelsk herrgård i South Wingfield i Derbyshire. Den ägdes en tid av George Talbot och är känd för att en tid ha tjänat som bostad åt Skottlands drottning Maria Stuart under hennes fångenskap i England.